# Alfredo Augusto Lisboa de Lima

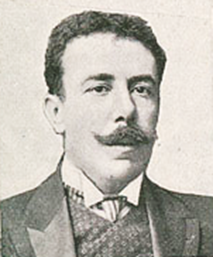
Lisboa de Lima, Ministro das Colónias (Ilustração Portuguesa).

Alfredo Augusto Lisboa de Lima (Lamego, Portugal, 7 de setembro de 1866 — 26 de outubro de 1935) foi um engenheiro militar do Exército Português, onde atingiu o posto de coronel, professor na Escola Superior Colonial, que exerceu as funções de Ministro das Colónias dos governos de Bernardino Machado, em funções de 9 de Fevereiro a 12 de Dezembro de 1914. Publicou numerosos artigos sobre temática colonial.

## Biografia
Lima nasceu a 7 de Setembro de 1866, na freguesia da Sé de Lamego, distrito de Viseu, filho do comerciante José Maria de Lima e de Florinda Ezilda Lisboa de Lima. Estudou no liceu de Lamego, e, após concluir seus estudos, foi incorporado como voluntário no Batalhão de Caçadores nº 9, a 27 de Outubro de 1884. No ano seguinte, concluiu o curso da Classe de Cabos, na Escola Regimental e depois ingressou na Escola Politécnica do Porto. Em 1892, após concluir o curso de Engenharia Militar na Escola do Exército, tornou-se alferes para o Regimento de Engenharia do Exército Português, ascendendo, nos anos subsequentes, às patentes de Tenente (1895), Capitão (1902), Major (1915), Tenente-Coronel (1918) e Coronel (1919).
Em 1906, então director do Caminho de Ferro de Lourenço Marques, foi um dos responsáveis pelo projecto do prédio da Estação do Caminho de Ferro de Maputo — um dos edifícios públicos mais antigos de Moçambique —, que substituiria um edifício mais antigo.
Esteve durante largos períodos nas colónias portuguesas em comissões de serviço. Foi director do Serviço de Obras Públicas da Companhia de Moçambique, na então África Oriental Portuguesa.
Em Lisboa, foi director geral interino do Ministério das Colónias e Ministro das Colónias dos VI e VII Governo da República, presidido por Bernardino Machado, em funções de 9 de Fevereiro a 12 de Dezembro de 1914.
Presidiu por diversas vezes à Sociedade de Geografia de Lisboa e foi presidente da Associação dos Engenheiros Civis e professor da Escola Superior Colonial.
Em 1930, foi condecorado com o Grau de Grã-Cruz da Ordem Militar de Cristo.
Foi delegado de Portugal ao 21.º Congresso do Instituto Colonial Internacional realizado em Paris no ano de 1931.